# Aloe helenae
Aloe helenae là một loài thực vật]] thuộc họ Aloaceae. Đây là loài đặc hữu của Madagascar.

## Hình ảnh

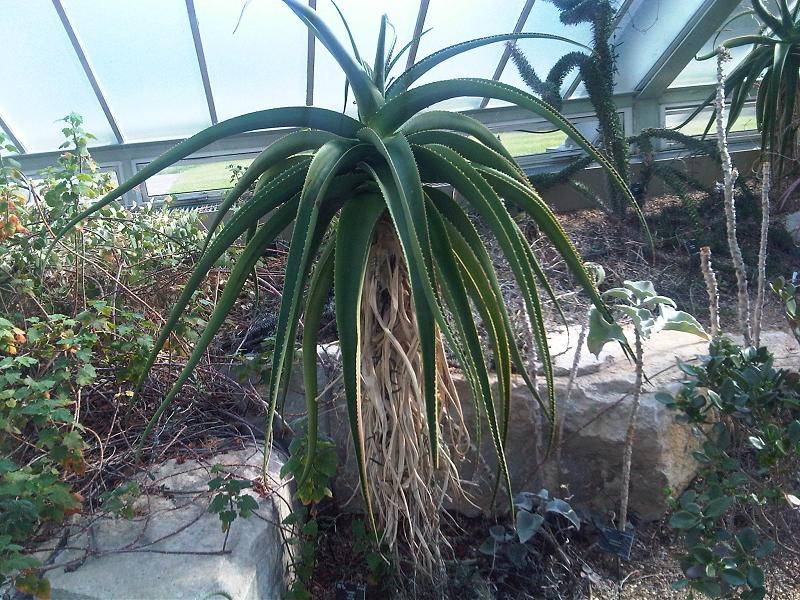